# Копытень
Копы́тень, также Копы́тник, Асарум, Азарум (лат. Ásarum) — род травянистых цветковых растений семейства Кирказоновые (Aristolochiaceae).
Видовое разнообразие наиболее высоко в Юго-Восточной Азии. В России обычен Копытень европейский (Asarum europaeum).

## Описание
Представители рода — многолетние травы с ползучим корневищем и укороченными стеблями. Листья почковидные, сердцевидные или копьевидные; цельные; с длинными черешками.
Цветки одиночные, обоеполые, с венчиковидным трёхчленным простым околоцветником колокольчатой формы, который остаётся при плодах. Тычинок 12, пестик с нижней 6-гнёздной завязью, с коротким столбиком. Опыление осуществляют мелкие летающие насекомые, либо оно происходит в форме автогамии.
Плод — коробочка, семена распространяются муравьями.

## Классификация

### Таксономия[1]
Asarum  L., 1753, Sp. Pl. : 442
Род Копытень относится к семейству Кирказоновые (Aristolochiaceae) порядка Перечноцветные (Piperales). Кладограмма в соответствии с Системой APG IV:
|  |                                      |  |                                   |                                   |                        |  | ещё 2 семейства (Перечные и Савруровые |             |              |                                                                                 |
|  |                                      |  |                                   |                                   |                        |  |                                        |             |              | 132 подтвержденных и 16 в статусе "непроверенных" видов и инфравидовых таксонов |
|  |                                      |  |                                   | порядок Перечноцветные            |                        |  |                                        |             | род Копытень |                                                                                 |
|  |                                      |  |                                   | порядок Перечноцветные            |                        |  |                                        |             | род Копытень |                                                                                 |
|  | отдел Цветковые, или Покрытосеменные |  |                                   |                                   | семейство Кирказоновые |  |                                        |             |              |                                                                                 |
|  | отдел Цветковые, или Покрытосеменные |  |                                   |                                   |                        |  |                                        |             |              |                                                                                 |
|  |                                      |  | ещё 63 порядка цветковых растений | ещё 63 порядка цветковых растений |                        |  |                                        | ещё 7 родов | ещё 7 родов  |                                                                                 |
|  |                                      |  |                                   | ещё 63 порядка цветковых растений |                        |  |                                        |             | ещё 7 родов  |                                                                                 |

## Виды
Некоторые из них:
- Asarum asaroides (C.Morren & Decne.) Makino — Копытень копытеневидный
- Asarum balansae Franch. — Копытень Балансы
- Asarum blumei Duch. — Копытень Блюме
- Asarum campaniflorum Yong Wang & Q.F.Wang — Копытень колокольчикоцветковый
- Asarum canadense L. — Копытень канадский
- Asarum europaeum L. typus[2] — Копытень обыкновенный, или Копытень европейский
- Asarum himalaicum Hook.f. & Thomson ex Klotzsch — Копытень гималайский
- Asarum longerhizomatosum C.F.Liang & C.S.Yang — Копытень длиннокорневищный
- Asarum macranthum Hook.f. — Копытень крупноцветковый
- Asarum sagittarioides C.F.Liang — Копытень стрелолистовидный